# Vrhovlje pri Kojskem
Vrhovlje pri Kojskem (in italiano in passato Vercòglie di Quisca o Vercoglia, in sloveno in passato Verhovlje; in friulano Vercuie di Cuische) è un paese della Slovenia, frazione del comune di Collio.
La località è situata nella parte orientale del Collio sloveno a 259.1 metri s.l.m. ed a 6.9 kilometri dal confine italiano. È sede di una delle 15 comunità locali (krajevne skupnosti) in cui è suddiviso il comune del Collio, ed esprime 5 consiglieri all'assemblea comunale delle comunità locali.
Sotto il dominio asburgico Vercoglia fu frazione del comune di San Martino, poi ridenominato San Martino-Quisca.
Dal 1920 al 1947 fece parte del Regno d'Italia, frazione del comune di San Martino Quisca, inquadrato nella Provincia di Gorizia; passò poi alla Jugoslavia e quindi alla Slovenia.
A nord dell'insediamento si trova la chiesa detta “Madonna di Vercoglia” dedicata a Santissima Madre di Dio.

Nelle vicinanze, vi erano le postazioni delle artiglierie italiane del vicino Fronte dell'Isonzo.

## Alture principali
Vrhovec, mt 418.